# Natasha Liu Bordizzo
Natasha Liu Bordizzo (Sydney, 1994. augusztus 25. –) ausztrál színésznő. 
Legismertebb szerepe Sabine Wren az Ahsoka sorozatban. Feltűnt a Talpig fegyverben (2019), a Hotel Mumbai (2019), A kívánságsárkány(2021) és a Nappali műszak (2022) című filmekben. 
2019-ben A Társadalom című drámasorozat főszereplője volt.

## Élete és pályafutása
Sydneyben született, édesanyja kínai, édesapja olasz származású. Fekete öves taekwondós.

## Filmográfia

### Film
| Év   | Magyar cím                             | Eredeti cím                                      | Szerep                | Magyar hang        |
| ---- | -------------------------------------- | ------------------------------------------------ | --------------------- | ------------------ |
| 2016 | Tigris és sárkány 2. – A végzet kardja | Crouching Tiger, Hidden Dragon: Sword of Destiny | Snow Vase             |                    |
| 2017 |                                        | Gong Shou Dao (rövidfilm)                        | Yu mester             |                    |
| 2017 | A legnagyobb showman                   | The Greatest Showman                             | Deng Yan              |                    |
| 2018 |                                        | Detective Chinatown 2                            | Chen Ying rendőrtiszt |                    |
| 2018 | Hotel Mumbai                           | Hotel Mumbai                                     | Bree                  | Mentes Júlia       |
| 2019 | Talpig fegyverben                      | Guns Akimbo                                      | Nova Alexander        | Bogdányi Titanilla |
| 2019 |                                        | The Naked Wanderer                               | Valerie               |                    |
| 2021 | A kukkolók                             | The Voyeurs                                      | Julia                 | Bogdányi Titanilla |
| 2021 | A kívánságsárkány                      | Wish Dragon                                      | Li Na (hangja)        | Rudolf Szonja      |
| 2022 | Nappali műszak                         | Day Shift                                        | Heather               | Bogdányi Titanilla |
| 2023 |                                        | Heroes of the Golden Masks                       | Li (hangja)           |                    |

### Televízió
| Év   | Magyar cím   | Eredeti cím         | Szerep        | Megjegyzések                                |
| ---- | ------------ | ------------------- | ------------- | ------------------------------------------- |
| 2019 | A Társadalom | The Society         | Helena        | főszereplő                                  |
| 2020 |              | Most Dangerous Game | Kennedy       | 3 epizód                                    |
| 2023 | Ahsoka       | Ahsoka              | Sabine Wren   | - főszereplő - magyar hangja: - László Lili |
| 2025 |              | Mythic Quest        | Tracy Liwanag | 1 epizód                                    |